# Moscoviano
| Permiano                                                                                              | Cisuraliano    | Asseliano     | Più recente   |
| Carbonifero                                                                                           | Pennsylvaniano | Gzheliano     | 303,7 ± 0,1   |
| Carbonifero                                                                                           | Pennsylvaniano | Kasimoviano   | 307,0 ± 0,1   |
| Carbonifero                                                                                           | Pennsylvaniano | Moscoviano    | 315,2 ± 0,2   |
| Carbonifero                                                                                           | Pennsylvaniano | Bashkiriano   | 323,4 ± 0,4   |
| Carbonifero                                                                                           | Mississippiano | Serpukhoviano | 330,4 ± 0,4   |
| Carbonifero                                                                                           | Mississippiano | Viséano       | 346,7 ± 0,4   |
| Carbonifero                                                                                           | Mississippiano | Tournaisiano  | 358,86 ± 0,19 |
| Devoniano                                                                                             | Superiore      | Famenniano    | Più antico    |
| Suddivisione del sistema del Carbonifero secondo la Commissione internazionale di stratigrafia (ICS). |                |               |               |

Nella scala dei tempi geologici il Moscoviano  è il secondo dei quattro piani o stadi stratigrafici in cui viene suddiviso il Pennsylvaniano, che a sua volta è il secondo dei due sotto-periodi che compongono il periodo Carbonifero.
Il Moscoviano è compreso tra 311,7 ± 1,1 e 307,2 ± 1,0  milioni di anni fa (Ma). È preceduto dal Bashkiriano e seguito dal Kasimoviano.

## Etimologia
Il Moscoviano deriva il suo nome dalla città di Mosca, la capitale della Russia.
 
La denominazione e lo stadio furono introdotti nella letteratura scientifica nel 1890 dal russo Sergei Nikitin, sulla base dei brachiopodi ritrovati nel bacino di Mosca.

## Definizioni stratigrafiche e GSSP
La base del Moscoviano, è fissata alla prima comparsa dei conodonti Declinognathodus donetzianus o Idiognathoides postsulcatus, o alla prima comparsa dei fusulinidae della specie Aljutovella aljutovica. Poiché però le specie dei fusulinidi sono diverse tra loro alla seconda della regione di ritrovamento, esse non possono essere utilizzate per una correlazione su scala globale.
Il limite superiore, nonché base del successivo Kasimoviano, si trova alla base della biozona a fusulinidi delle specie Obsoletes obsoletes e Protriticites pseudomontiparus, oppure viene identificato dalla prima comparsa delle ammoniti del genere Parashumardites.

### GSSP
Il GSSP, il profilo stratigrafico di riferimento della Commissione Internazionale di Stratigrafia, non è ancora stato assegnato al 2010. Sono candidate due sezioni, una nel sud dei monti Urali e l'altra a Nashi, nel sud della Cina.
 
La proposta di utilizzare la prima comparsa dei conodonti della specie Diplognathodus ellesmerensis non è stata accettata perché la specie è abbastanza rara e il suo profilo evolutivo non abbastanza conosciuto.

## Suddivisioni
Nella Russia europea e nell'Europa orientale, dove lo stadio Moscoviano fu identificato, esso è a volte suddiviso in quattro sottostadi regionali: Vereiskiano, Kashirskiano, Podolskiano e Myachkovskiano.
Da un punto di vista biostratigrafico, il Moscoviano contiene cinque biozone a conodonti:
- Zona del Neognathodus roundyi e Streptognathodus cancellosus
- Zona del Neognathodus medexultimus e Streptognathodus concinnus
- Zona dello Streptognathodus dissectus
- Zona del Neognathodus uralicus
- Zona del Declinognathodus donetzianus